# Đài tưởng niệm Nicolaus Copernicus, Warszawa

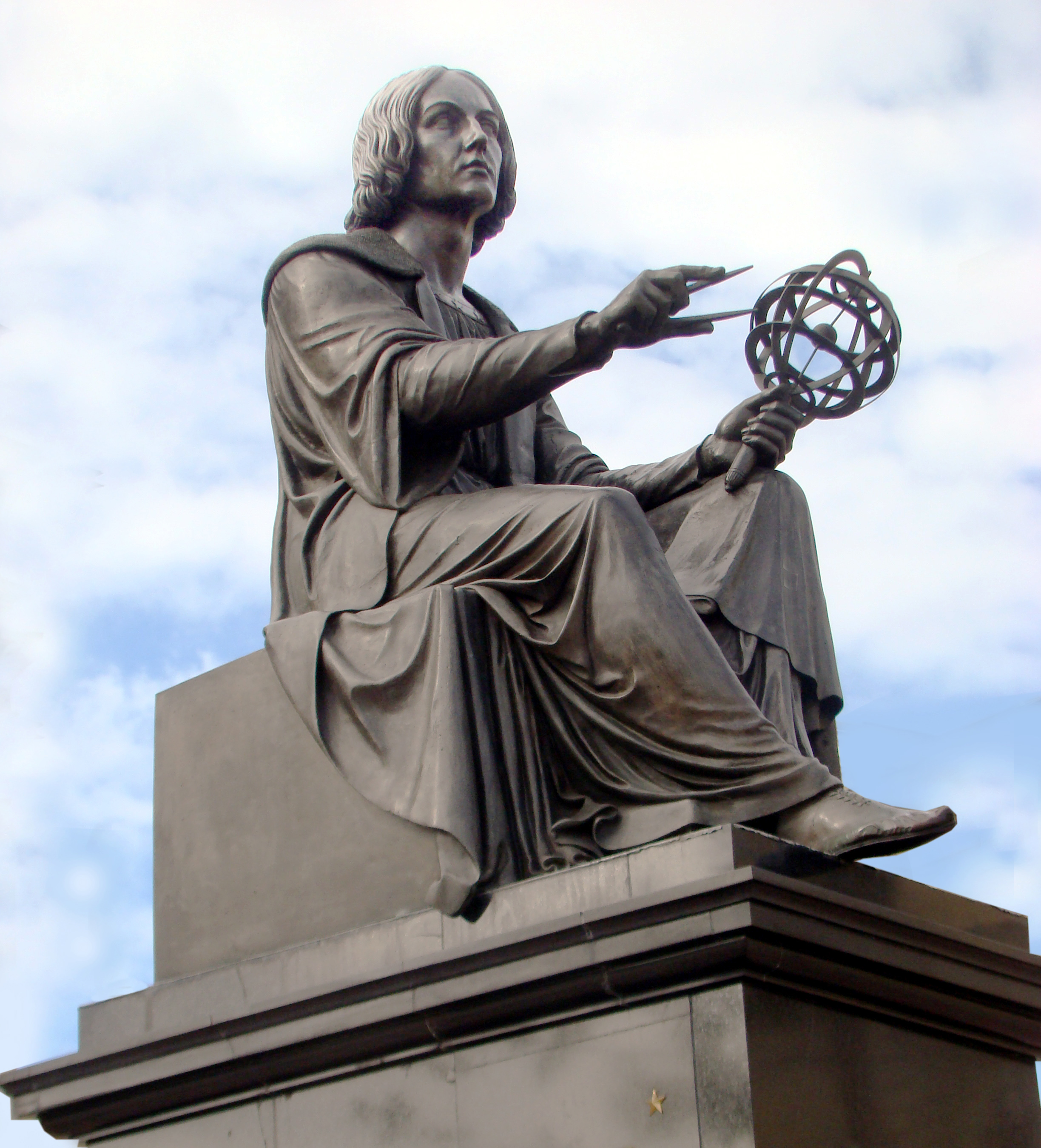
Copernicus cầm compa và hỗn thiên nghi

Đài tưởng niệm Nicolaus Copernicus tại Warszawa là một trong những địa điểm đáng chú ý tọa lại thủ đô đất nước Ba Lan. Đài tưởng niệm được dựng phía trước Cung điện Staszic, trụ sở của Viện Hàn lâm Khoa học Ba Lan trên đường Krakowskie Przedmieście. Được thiết kế bởi Bertel Thorvaldsen vào năm 1822, đài tưởng niệm chính thức hoàn thành vào năm 1830.

## Lịch sử
Bức tượng tưởng niệm được làm bằng đồng, miêu tả nhà thiên văn học người Ba Lan Nicolaus Copernicus (tiếng Ba Lan: Mikołaj Kopernik) cầm một chiếc la bàn và một quả cầu hỗn thiên nghi được thiết kế bởi Bertel Thorvaldsen vào năm 1822 và được dựng lên trong khoảng thời gian từ năm 1828 đến năm 1830. Bức tượng được tài trợ kinh phí từ các đóng góp từ công chúng và nhà khoa học, triết gia Stanisław Staszic. Các giáo sĩ (Công giáo) Ba Lan đã từ chối tham gia lễ khánh thành bức tượng do cuốn sách của Copernicus bị Bộ Giáo lý Đức tin (Giáo triều Rôma) lên án vào năm 1616. Lệnh cấm này sau đó được dỡ bỏ vào năm 1758, thời Giáo hoàng Biển Đức XIV.
Staszic ban đầu đã lên kế hoạch dựng tượng ở Toruń, quê hương của Copernicus, khi nghe tin Napoléon Bonaparte đã bày tỏ sự ngạc nhiên trong chuyến thăm năm 1807 tới Toruń rằng không có tượng đài Copernicus được dựng thị trấn. Sự sụp đổ của Công quốc Warszawa (bao gồm lãnh thổ Toruń) và sự tái chiếm Phân vùng Phổ đã trì hoãn dự án và cuối cùng buộc Staszic phải thay đổi địa điểm dựng tượng đến Warszawa, nằm trong phân vùng Nga.
Trong Chiến tranh thế giới thứ II, tượng đài Copernicus là trọng tâm của một số hoạt động "phá hoại vì chính trị" đáng chú ý. Ngay sau khi Đức Quốc xã chiếm đóng Warszawa vào năm 1939, người Đức đã xóa bỏ các dòng chữ Latinh và Ba Lan và đính kèm một tấm biển bằng tiếng Đức: "Gửi đến Nicolaus Copernicus [từ] Quốc gia Đức". Vào ngày 11 tháng 2 năm 1942, Maciej Aleksy Dawidowski đã tiến hành di dời bảng tiếng Đức này.
Năm 1944, sau cuộc khởi nghĩa Warszawa khiến đài tưởng niệm bị hư hại, người Đức đã quyết định nung chảy bức tượng. Họ đã đưa bức tượng đến Nysa, nhưng lại buộc phải rút lui trước khi có thể nung chảy bức tượng. Người Ba Lan đã đưa tượng đài trở lại Warszawa vào ngày 22 tháng 7 năm 1945, sửa chữa lại bức tượng và tái khánh thành bức tượng vào ngày 22 tháng 7 năm 1949.
Vào năm 2007, một tác phẩm bằng đồng miêu tả Hệ mặt trời của Copernicus, dựa theo hình ảnh lấy từ sách De revolutionibus orbium coelestium (Về chuyển động quay của các thiên thể) của ông, được đặt trên quảng trường trước tượng đài. Vào tháng 7 năm 2008, bức tượng đã bị phá hoại, nhưng những phần bị đánh cắp đã sớm được tìm thấy.